# ジョゼフ・アディソン
ジョゼフ・アディソン（英語: Joseph Addison PC PC (Ire)、1672年5月1日 – 1719年6月17日）は、イギリスのエッセイスト、詩人、劇作家、政治家、文学者。ジョゼフはジョセフ、アディソンはアジソンと訳される事もある。熱心なホイッグ党の支持者であり、アン女王の治世に友人のリチャード・スティールと共にエッセイ新聞『スペクテイター』（1711年 – 1714年）を創刊して、18世紀市民文学の基礎を確立したことで知られる。

## 生涯

### 生い立ち
聖職者ランスロット・アディソンと1人目の妻ジェーン・ガルストン（Jane Gulston、1635年? – 1684年6月30日）の長男として、1672年5月1日にウィルトシャーのミルストンで生まれた。1671年に生まれた姉ジェーンは夭折しており、弟にのちのマドラス総督ガルストン・アディソン（1673年 – 1709年）、古典学者ランスロット・アディソン（1680年 – 1710年）が、妹にドロシー（1674年 – 1750年）とアン（1676年 – ?）がいる。エイムズベリー、ついでソールズベリーのグラマースクールに通った後、1683年に父がリッチフィールド聖堂参事会長に任命されると、リッチフィールドの学校に転校した。父は1684年にもコヴェントリー大執事に昇進したが、ジョセフの教育などが原因となって債務を背負ったままだった。1686年にチャーターハウス・スクールに転校、同校でリチャード・スティールと知り合った。
1687年7月12日、アディソンはオックスフォード大学クイーンズ・カレッジに入学した。スティールも同じくオックスフォード大学に進学したが、彼が入学したのはクライスト・チャーチであり、1692年に学位を取得せずに大学を出た。この時期のアディソンとスティールが連絡を取り合った証拠はなかった。
古典学に秀でたアディソンはクイーンズ・カレッジのフェローだったウィリアム・ランカスター博士の注目を受け、ランカスターの尽力により1689年7月30日から1697年まで同大学モードリン・カレッジのデミシップ（demyship、奨学金の一種）を得た。その後、1691年にB.A.の学位を、1694年2月14日にM.A.の学位を修得した。1697年5月30日に仮採用でフェローに就任した後、1698年に正式に就任、1711年まで務めた。
在学中にジョン・ドライデンに詩作を献呈しており、この詩は1693年6月にドライデンが出版した詩集Examen Poeticumに含まれた。1695年にPoem to his Majestyを国璽尚書のジョン・サマーズ（のちの初代サマーズ男爵）に献呈、1697年にラテン語の詩Pax Gulielmi auspiciis Europeae redditaを財務大臣チャールズ・モンタギューに献呈した。これらの努力により、のちにモンタギューやサマーズがアディソンのパトロンになった。

### グランドツアー
モンタギューの尽力で政府から200ポンドを与えられたアディソンはグランドツアーに出た。1699年8月にドーバーから出発してカレーに向かい、続いてパリについた。パリではオペラを、ヴェルサイユではルイ14世の肖像画を鑑賞したが、フランス語をあまりはなぜなかったため、12月にブロワに移動してフランス語の勉強をはじめた。ブロワではフランス語の教師から指導を受け、教師とともに晩餐をとる以外はほとんど誰にも会わず、隠居に近い状況だったが、エドワード・ウォートリー・モンタギューが訪れてきたときは一緒にフランス中部を旅した。以降エドワード・ウォートリー・モンタギューとその妻メアリーは最後までアディソンの友人であり続けた。1700年夏にパリに戻ったときには哲学者ニコラ・ド・マルブランシュや詩人ニコラ・ボアロー＝デプレオーとの対話で問題が生じないほどフランス語が上達した。
続いてマルセイユに移り、1700年12月に船に乗ってイタリアに向かおうとしたが、嵐に遭ってサヴォーナに上陸せざるを得なかった。アディソンは海路の代わりに陸路を使い、ジェノヴァ、パヴィーア、ミラノ、ヴェネツィア、サンマリノ、ロレート、ローマ経由で進め、受難週をナポリで過ごした。
1702年3月にイングランド王ウィリアム3世が死去、ハリファックス男爵（チャールズ・モンタギューが1700年に叙爵）やサマーズ男爵といったホイッグ党に属するパトロンが官職を解任されたことで官職就任が一気に遠のいたが、アディソンは旅を続け、秋にはスイス、チロル経由でウィーンに到着、年末にはドレスデン、続いてハンブルクに到着した。1703年にはネーデルラント連邦共和国（オランダ）のライデンとアムステルダムを旅し、同地で父の死を知った。書店を経営するジェイコブ・トンソンは第6代サマセット公爵チャールズ・シーモアの同意を得て、公爵の息子であるハートフォード伯爵アルジャーノン・シーモアの家庭教師としてアディソンを招聘しようとした。トンソンとアディソンは交渉を始めたが、アディソンが経費と年100ギニーの支払いでも不十分であると主張して公爵を怒らせてしまい、交渉は物別れに終わった。ジョナサン・スウィフトによれば、アディソンが外国で資金難に陥り、（旅する）「男性に随行する家庭教師」（travelling tutor to a squire）になったというが、『英国人名事典』ではこの記述が風刺であり、証拠に裏打ちされた言葉ではないとしている。

### アン女王のホイッグ党政権期（1704年 – 1710年）
アディソンが帰国した時点ではパトロンのハリファックスとサマーズが官職に復帰しておらず、アディソンに外交職を与えられる見込みはなかったが、政府内におけるホイッグ党の影響力は増していた。1704年8月のブレンハイムの戦いでイングランド軍が勝利すると、大蔵卿の初代ゴドルフィン男爵シドニー・ゴドルフィンは戦勝を祝う詩を書く詩人の人選についてハリファックスと相談、ハリファックスは十分な報酬があれば有能な作家を推薦できるとした。ゴドルフィンはそれを受けて、財務大臣のヘンリー・ボイル閣下をアディソンのもとにやって、アディソンを招聘した。アディソンは関税控訴委員（commissioner of appeals in the excise、年収200ポンドの官職）を代償に『戦』（The Campaign、1704年12月14日出版）と題する詩を書き、それが大成功を収めた。『英国人名事典』は『戦』がハリファックスのボイン川の戦いでの勝利を祝う詩よりは良く、公認詩（official poetry）としては上質と言えたが、同時代の作品のなかでは抜きんでるほどの質ではないとしている。『戦』ではマールバラ公爵を「天使」に比喩したが、サミュエル・ジョンソンが引用したサミュエル・マッデンの意見によれば、「10人の学生に聞けば、8人が天使を使うと答えてもおかしくない」（if he had proposed the same topic to ten schoolboys, he should not have been surprised if eight had brought him the angel）ほど平凡な形容だという。ジョセフ・ウォートンに至っては「韻を踏む官報」（Gazette in rhyme）と揶揄した。
いずれにせよ、『戦』の成功により、アディソンの文壇と政界での地位が上がり、1705年イングランド総選挙でホイッグ党が勝利するなどホイッグ党有利の情勢になったため、アディソンは1705年7月には南部省政務次官に任命された。このときの南部担当国務大臣はトーリー党のチャールズ・ヘッジスであり、1706年12月にヘッジスが退任して第3代サンダーランド伯爵チャールズ・スペンサーが後任になったときも留任した。同年夏にハリファックス男爵がハノーファー選帝侯ゲオルク・ルートヴィヒにガーター勲章を授与するための使節に任命されると、アディソンはハリファックスに同伴してハノーファー選帝侯領に向かった。
官職に就任する傍ら、イタリアでの見聞をもとに散文を書き、1705年11月に『イタリア見聞』（Remarks on Several Parts of Italy、サマーズ男爵に献呈）としてトンソンにより出版された。この著作は出版してすぐ大人気になり、品薄状態により値段が原価の4から5倍に上がり、1718年に第2版が出版されてようやく落ち着いた。このように、『イタリア見聞』は18世紀のイギリス人が大陸ヨーロッパを旅するときの必携書とされるほどだったが、『オックスフォード英国人名事典』は現代の紀行文学からの視点では。アディソン自身は『イタリア見聞』を友人ジョナサン・スウィフトに贈っている。
散文以外ではオペラ『ロザモンド』のリブレットを著した。『ロザモンド』は1700年代にイングランドで流行したイタリア・オペラと異なり、イングランドの伝承に基づくオペラであり、当時イギリスで上演されたオペラの多くがイタリア語の歌を含むのに対し、『ロザモンド』の歌は英語のみだった。『ロザモンド』は1707年3月4日にドルリー・レーン劇場で上演されたが、大失敗に終わり、3日間しか上演されなかった。アディソンはオペラの作曲にトマス・クレイトンを招聘しており、チャールズ・バーニーはこの人選が「音楽への知識と審美眼の欠如」（want of taste and intelligence in Music）と評した。のちにトマス・アーンの作曲を使用した再演は成功を収めた。また、『ロザモンド』とほぼ同時期にスティールが喜劇『やさしい夫』（The Tender Husband、1705年）を著しており、アディソンがスティールを手伝ったためスティールは劇をアディソンに献呈した。
同1707年にはThe present state of the war and the necessity of an augmentation consideredと題するパンフレットを著しており、スペイン継承戦争におけるイギリスの戦争目標をホイッグ党の視点で記述するとともに、フランスを「ブリテン国の最も危険な敵」（most dangerous enemy to the British nation）と形容した。
1708年イギリス総選挙では選挙当日に急遽ロストウィシエル選挙区から出馬して当選した。この出馬は上司のサンダーランド伯爵が主導した行動だった。当選したアディソンは議員失格を防ぐために、1708年6月に関税控訴委員辞任した。対立候補のフランシス・ロバーツ閣下とラッセル・ロバーツ閣下は選管を務めた市長アレクサンダー・ジョンズ（Alexander Johns）の不公正を主張して選挙申立てを提出、選挙委員会は1709年12月に全会一致でフランシス・ロバーツとラッセル・ロバーツの当選を宣告した。一方、アディソンは1709年1月に南部省政務次官からアイルランド主席政務官（年収2,000ポンドの官職）に転じ、アイルランド総督の初代ウォートン伯爵トマス・ウォートンの部下になり、4月21日にダブリンに到着した。同年にアイルランド枢密院の枢密顧問官に任命されたほか、同年から1713年までキャバン・バラ選挙区の代表としてアイルランド庶民院議員を務めた。『英国議会史』によれば、アディソンは総督の部下としてよく働いたが、政治で大きな役割を果たすことはなく、アイルランド庶民院で発言した記録もなかった。ウォートンとの関係は心地よかったが、決して親しくはなかった（comfortable but never close）という。また、ダブリン城のバーミンガム・タワー記録長官（keeper of the records in the Bermingham tower、年収400ポンドの官職）に任命される形で給料の上乗せがなされた。この官職は全くの閑職であり、スウィフトは「そこの記録は半クラウンの価値もない」（all the Records there are not worth Half a Crown）と形容した。

### タトラー
1709年4月12日、友人スティールが筆名アイザック・ビッカースタッフを用いて、エッセイ新聞『タトラー』を創刊した。『タトラー』は火曜、木曜、土曜の週3回発行であり、1年後には毎号3千部発行されるようになり、1711年1月2日まで続いた。タトラーの内容は最初は新聞記事と広告で構成されたが、やがて長いエッセイ1本という構成になり、主に社会風俗、文芸、政治外交を扱った。
アディソンはタトラーの設立時点ではアイルランド主席政務官に任命されてダブリンに向かう道中にあり、あまり関わらなかったが、4月23日号でスティールへの言葉が記載されたことで主筆がスティールと気づき、5月20日号よりタトラー紙に寄稿するようになり、以降単作で50号、スティールとの共作で20号以上を書いた。タトラーへの寄稿について、『オックスフォード英国人名事典』では普段の記事がスティールのそれよりわずかに洗練されており、ユーモア記事でもスティールのそれより品位のあったと評した。
タトラーは2年未満で廃刊したが、スティールとアディソンはわずか2か月後には『スペクテイター』を創刊することとなる。

### 2度目の庶民院議員就任
1710年にトーリー党が政権を握ると、アディソンも主席政務官を解任されたが、新しく任命された総督の第2代オーモンド公爵ジェームズ・バトラーの好意により、ダブリン城の閑職に留任することができた。同年3月、マームズベリー選挙区の補欠選挙でウォートン伯爵の推薦を受けて当選した。ウォートン伯爵が1690年から1715年に死去するまでマームズベリー執事長（High Steward of Malmesbury）を務め、マームズベリーで勢力を有したため、アディソンは1713年と1715年の総選挙でもウォートン伯爵の指名を受けて再選した。1710年3月には絶大な人気を誇り、ジョナサン・スウィフトが「彼が国王に選出されようとしても、断られることはないだろう」（if he had a mind to be chosen king he would hardly be refused）と形容したほどだった。
議会で演説した記録はなく、議会演説に関する逸話としては「庶民院で立ち上がって演説しようとしたとき、『彼を聞け！』（Hear him! Hear him!）と繰り返された野次で恥ずかしくなって、一言も発せずに着席し、以降二度と演説しようとしなかった」というものがある。投票ではホイッグ党の立場を貫き、1711年12月に「スペインなくして講和なし」の動議に賛成票を、1713年6月にフランス通商法案（French commerce bill）への反対票を投じた。
一方、主席政務官の俸給を失い、2人の弟の相次ぐ死去で手に入るはずだった遺産も裁判などにより実際にはほとんどもらえず、アディソンは支出を減らすためにオックスフォード大学でのフェロー職を辞した。この状況は数年のうちに好転し、アディソンは1713年に8,000ポンドを費やしてラグビーのビルトン・ホールを購入し、親族エドワード・アディソン（Edward Addison）を庭師として雇った。

### ボタンズ・コーヒー・ハウス
『英国人名事典』の形容によれば、アディソンは高潔な品性、謙虚な性格、優しい気質により多くのパトロンから指示され、文壇にも多くの友人がいた。例としてジョナサン・スウィフト、リチャード・スティール、トマス・ティッケル、アンブローズ・フィリップス、ユースタス・バッジェル、サミュエル・ガース、アレキサンダー・ポープがおり、アディソンは友人との集まり場としてボタンズ・コーヒー・ハウスを利用した。ダニエル・ボタン（Daniel Button）はアディソンの元使用人であり、アディソンの後援を受けて1711年ごろにコーヒー・ハウスを開設したのであった。ポープによれば、アディソンらがコーヒー・ハウスを長時間利用したことは健康に悪かったという。いずれにせよ、この集まりはホイッグ党の傾向が強く、ポープは間もなく脱退し参加しなくなった。
ボタンズ・コーヒー・ハウスは後にスティールの『ガーディアン』紙（1713年）のオフィスとなる。

### スペクテイター
『タトラー』は1711年1月2日に最終号が出版されたが、スティールとアディソンは直後（3月1日）に新たなエッセイ新聞である『スペクテイター』を創刊した。スペクテイターは日刊紙（月曜から土曜までの日刊）であり、1712年12月6日まで続いた。タトラーの後期と同じく、エッセイのみで構成され、形式としてフィクションや架空の投書を用いた。ホイッグ党とトーリー党の政争が激化した時期だったこともあり、スペクテイター紙では政治の話題を避けたが、『英国議会史』では薄いながらもホイッグ色が感じられたとしている。タトラーと違い、アディソンは創刊当初よりスペクテイターに関わり、第1号のエッセイもアディソンが書いたものだった。全555号のうち、アディソンは記事を274本書いた。
スペクテイターはすぐ成功を収め、第10号のときにはすでに3千部発行され、2万部発行されたときもあった。ただし、1712年8月1日より徴収された印紙税で値上げを余儀なくされ、部数も半分に減った。

### カトー
スペクテイターの最終号が出版された後、アディソンは悲劇『カトー』に取り掛かった。『カトー』はオックスフォード大学期にはすでに初稿が作成されており、以降グランドツアー中に改訂が進められ、さらにジョン・ドライデン、ジョナサン・スウィフトらの手により改訂されたが、1712年時点では第4幕までしか完成していなかった。1712年にアンブローズ・フィリップスのDistrest Motherが成功を収めたことで、アディソンは1週間で第5幕を書き上げ、『カトー』は1713年4月14日にはドルリー・レーン劇場で上演された。『カトー』は大成功して、5月9日まで20日間上演されたほか、フランス語、イタリア語、ドイツ語に翻訳され、イエズス会の手によりラテン語にも翻訳された。スペクテイターのときと同じく、ホイッグ党とトーリー党が激しく対立した時期だったが、両党の人物ともに『カトー』を賞賛した。
アディソンがカトー以降に書いた演劇は『ドラマー』（The Drummer）の1本だけだった。『ドラマー』は今やドルリー・レーン劇場のマネージャーに就任したスティールにより、1716年3月10日に上演されたが、あまり成功しなかった。

### ガーディアン、スペクテイター、フリーホルダー
1713年3月にスティールが『ガーディアン』紙を創刊すると、アディソンは合計で記事を52本書いた。同年のユトレヒト条約に含まれた通商条項がロンドンの商人から大反対を受けると、アディソンはThe trial and conviction of Count Tariffと題するパンフレットを出版して、条約締結を主導した初代ボリングブルック子爵ヘンリー・シンジョンを批判した。1714年に『スペクテイター』が短期間復活したときは1714年6月18日から9月29日まで記事を24本書いた。
1715年12月から1716年6月にかけては『フリーホルダー』（The Freeholder）を出版した。フリーホルダーは週2回刊行であり、1715年ジャコバイト蜂起を受けてホイッグ党の原則を守るための政治紙だった。アディソンは合計でフリーホルダーの記事を55本書いた。

### ハノーヴァー朝での官職（1714年 – 1719年）
1714年8月にアンが死去してから、ジョージ1世がイギリスに到着するまで政務をとった司法卿（Lords Justices）の秘書官を務めたため、次期国務大臣と噂されたが、実際には財務省秘書官にも下級商務卿にも任命されず、9月にアイルランド主席政務官に任命された程度だった。さらにアイルランド総督の第3代サンダーランド伯爵チャールズ・スペンサーが総督としてアイルランドに赴任しなかったため、アディソンは引き続きロンドンで議会に登院した。
サンダーランドのアイルランド総督退任に伴い、アディソンも1715年8月にアイルランド主席政務官を退任、12月に下級商務卿に任命された。1717年4月のホイッグ党分裂ではサンダーランド伯爵がはじめ政争を有利に進めたため、アディソンはサンダーランドにより南部担当国務大臣に任命され、同4月16日にグレートブリテン枢密院の枢密顧問官に任命された。同時代の日記作家である初代エグモント伯爵ジョン・パーシヴァル（このときは初代パーシヴァル男爵）によれば、サンダーランドがアディソンを国務大臣に任命したのは自身の命令を聞かない人を就任させないためであり、それが必要なくなった途端（1718年3月）政務ができないアディソンを解任した。一方、『英国人名事典』では健康の悪化も理由として挙げている。退任にあたり、1600ポンドの年金を与えられた。

### ポープとの確執
1714年10月、アレキサンダー・ポープはアディソンに対し、自身が出版する予定の『イーリアス』英語訳の第1、2巻を読むよう依頼した。しかし、アディソンの友人トマス・ティッケルが第1巻の英語訳を済ませて、アディソンに読むよう求めてきていたため、アディソンはポープの求めを辞退しようとした。最終的にはアディソンが折れてポープ訳の第2巻を読み、それを賞賛した。ポープはその後、1715年6月にイーリアスの英語訳第1巻を出版したが、その週にティッケルの英語訳も出版され、さらにスティールからアディソンがティッケル訳を「これまでのどの言語の翻訳よりも良い」と評したと聞かされたため、ポープはボタンズでアディソンの『カトー』を批判した。

### 最晩年
1719年にサンダーランドが貴族法案を提出すると、スティールは1719年3月14日付の『プリビアン』紙（The Plebeian）で法案を批判、アディソンは3月19日付の『オールド・ホイッグ』紙（The Old Whig）でスティールの批判に穏やかな返答を行い、貴族法案を勢力均衡を保つための施策として擁護した。スティールは3月29日と30日付の『プリビアン』紙で返答したが、この返答で政敵の品行を批判したため、19世紀にはトーマス・マコーリーから批判された。アディソンは4月2日付の『オールド・ホイッグ』紙でスティールの品行批判を軽蔑したが、『プリビアン』紙は立派に論評をかけると信じているとも述べた。スティールは4月6日付の『プリビアン』紙で2人の友情が失われたことに遺憾の意を表明したが、和解への動きはみられなかった。
同年にリッチフィールド聖堂で父の記念碑を建てた。1719年6月17日にケンジントンのホランド・ハウスで病死した。6月26日、ウェストミンスター寺院に埋葬された。著作については死去から数日前にトマス・ティッケル（アディソンの南部担当大臣在任中に政務次官を務めた人物）に自身の著作を収集するよう命じ、ティッケルのパトロンとしてジェームズ・クラッグスを推薦した。その後、ティッケルは1721年10月3日にアディソンの作品集（全4巻）を出版した。
1809年、アディソンの白大理石像（リチャード・ウェストマコット作）がウェストミンスター寺院でたてられた。

## 家族
1716年8月9日にシャーロット・リッチ（Charlotte Rich、1680年洗礼 – 1731年7月7日、第2代準男爵サー・トマス・ミドルトンの娘、第6代ウォリック伯爵エドワード・リッチの未亡人）と結婚、1女をもうけた。
- シャーロット（1719年1月30日 – 1797年） - 生涯未婚[1]。死後、初代ブラッドフォード男爵ヘンリー・ブリッジマンが遺産を継承した[19]

妻シャーロットには連れ子の第7代ウォリック伯爵エドワード・ヘンリー・リッチがおり、アディソンはエドワード・ヘンリーの教育に気を配った。

## 著作

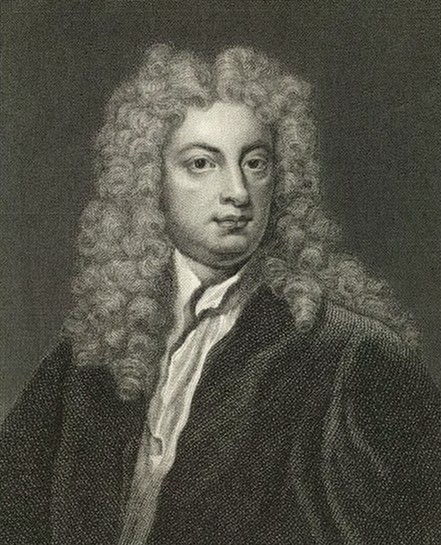
ジョゼフ・アディソン

- 『ハリファクス卿へのイタリア書簡』（A Letter from Italy、1704年） - グランドツアーでの見聞に関する詩[8]
- 『戦』（The Campaign, a Poem, to His Grace the Duke of Marlborough、1704年12月14日[6]） - ブレンハイムの戦いでの勝利を祝う詩[1]。日本語名は『戦』[20]のほか、『キャンペーン』とも[9]
- 『イタリア管見』（Remarks on Several Parts of Italy、1705年11月） - グランドツアーでの見聞に関する散文[8][7]。初代サマーズ男爵ジョン・サマーズに献呈[6]
- 『ロザモンド（英語版）』（Rosamond、1707年3月4日初演） - オペラののリブレット。サラ・ジェニングスに献呈[9]
- The present state of the war and the necessity of an augmentation considered（1707年） - スペイン継承戦争における戦争目標を述べたパンフレット[6]
- 『カトー（英語版）]（Cato、1713年4月14日初演） - 悲劇[6]
- The trial and conviction of Count Tariff（1713年） - パンフレット[6]
- 『ドラマー（英語版）』（The Drummer、1716年3月10日初演） - 喜劇[6]

ほかにも『タトラー』、『スペクテイター』、『ガーディアン』、『フリーホルダー』に寄稿した。

## 関連図書
- Spalding, William (1878). "Addison, Joseph" . In Baynes, T. S. (ed.). Encyclopædia Britannica (英語). Vol. I (9th ed.). New York: Charles Scribner's Sons. pp. 146–150.
- Spalding, William; Dobson, Henry Austin (1911). "Addison, Joseph" . In Chisholm, Hugh (ed.). Encyclopædia Britannica (英語). Vol. 1 (11th ed.). Cambridge University Press. pp. 184–187.